# Лелио, Себастьян
Себастьян Лелио (исп. Sebastián Lelio; род. 8 марта 1974, Мендоса, Аргентина) — чилийский кинорежиссёр, сценарист и монтажёр. Лауреат и номинант многих фестивальных и профессиональных кинонаград за свои фильмы.

## Биография
Себастьян Лелио родился 8 марта 1974 года в Мендосе, Аргентина. Его отец, архитектор, аргентинец по происхождению, два года до этого переехал в Винья-дель-Мар в Чили. Мать Себастьяна, Валерия — чилийка, балерина. Себастьян был единственным сыном супружеской пары, но имеет семь сводных братьев. После изучения журналистики в Университете Андреса Бельо в течение года, закончил Чилийскую киношколу в Сантьяго, и начал кинокарьеру со съёмок короткометражек (с 1995 по 2003 год снял 5 таких лент), музыкальных видеоклипов и документальных фильмов.
В 2005 году Себастьян Лелио дебютировал полнометражным игровым фильмом «Святое семейство», премьера которого состоялась на Международном кинофестивале в Сан-Себастьяне. Снятый в течение трёх дней и отредактированный в течение почти одного года, фильм был показан на более чем ста кинофестивалях и получил ряд национальных и международных наград. В 2009 году вышел второй художественный фильм Лелио, «Рождество», премьера которого состоялась на Каннском кинофестивале.
Премьера третьего полнометражного художественного фильма Лелио «Год тигра» состоялась на Международном кинофестивале в Локарно в 2011 году. Действие фильма разворачивается в период после землетрясения 2010 года в Чили и рассказывает о беглеце, который путешествует по районам, которые больше всего пострадали от землетрясения.
Четвёртая игровая кинолента Лелио, «Глория», получила в 2012 году на Международном кинофестивале в Сан-Себастьяне награду «Прогресс в кино». Мировая премьера фильма состоялась на Международном кинофестивале в Берлине 2013 года, где она имела успех и была отмечена «Серебряным медведем» за лучшую женскую роль, которую сыграла актриса Паулина Гарсия.
В 2017 году Себастьян Лелио выпустил свой пятый полнометражный фильм «Фантастическая женщина», премьера которого состоялась на 67-м Берлинском международном кинофестивале где он получил Приз экуменического жюри и премию «Тедди» за лучший художественный фильм. В 2018 году фильм был номинирован как «лучший фильм на иностранном языке» на премию «Золотой глобус» и получил «Оскар» Американской киноакадемии в номинации «Лучший фильм на иностранном языке».

## Фильмография
- La sagrada familia (2006)
- Navidad (2009)
- Год тигра (2011)
- Глория (2013)
- Фантастическая женщина (2017)
- Неповиновение (2017)
- Глория Белл (2018)
- Чудо (2022)